# Kucja dolina
Kucja dolina je slepa dolina na severozahodnem robu Ljubljane. Upravno spada v četrtno skupnost Dravlje. Ime morda izvira iz občega imena kucelj (hrib), ki se nanaša na končno točko doline. Geološko leži na stiku plasti proda in kompaktnejše plasti apnenca.

## Množična grobišča
V Kucji dolini sta dve mesti, povezani z izvensodnimi poboji po koncu druge svetovne vojne: množično grobišče Veliko Brezarjevo brezno in grobišče v Kucji dolini. Konec maja 1945 je bilo nad Velikim Brezarjevim breznom pobitih preko 800 ljudi, njihova trupla pa so bila vržena v brezno. Žrtve so bile slovenski in hrvaški vojnih ujetnikov, ki so bili zaprti v bližnjem zavodu sv. Stanislava v Šentvidu (ki so ga partizani takrat uporabljali kot internacijski center) in civilisti, vključno z ženskami.
Veliko število trupel je zastrupilo okoliško podtalnico. Živina ni hotela piti bližnjega izvira v Podutiku, domačini pa so opazili, da sta se barva in okus vode spremenila. Zaradi vse pogostejših govoric med okoliškimi prebivalci je komunistična oblast z veliko betonsko pregrado najprej poskusila preprečiti dotok vode iz Brezarjevega brezna. Nemški ujetniki so bili nato 12. in 13. junija 1945 prisiljeni odstraniti trupla iz jaška in jih pokopati v bližnjem množičnem grobu na vrhu Kucje doline. Po tem so nemške ujetnike usmrtili in jih pokopali skupaj s s prekopanimi trupli.
- Množično grobišče Veliko Brezarjevo brezno
- Informacijska tabla ob Velikem Brezarjevem breznu
- Množično grobišče Kucja dolina
- Informacijska tabla v Kucji dolini (vandalizirana z »Počivaj v miru«)